# Ratfor
Ratfor (RATional FORtran) は、プログラミング言語のFORTRANに、AlgolやC言語（や、その他の無数の「FORTRANよりは後の言語」）風の制御構造を拡張した言語ないしその実装の名称。1976年の書籍『Software Tools』（Brian W. Kernighan, P. J. Plauger 著。邦訳は『ソフトウェア作法』木村泉訳、共立出版、1981年） で紹介されている。
彼らによるRatforの処理系の実装は、Ratforで記述されており、出力は通常のFORTRANになる。